# 200 meter för damer i friidrott vid olympiska sommarspelen 2016
Damernas 200 meter vid olympiska sommarspelen 2016, i Rio de Janeiro i Brasilien avgjordes den 15-17 augusti på Estádio Olímpico João Havelange.

## Medaljörer
| Spel      | Guld                    | Silver                        | Brons          |
| 200 meter | Elaine Thompson Jamaica | Dafne Schippers Nederländerna | Tori Bowie USA |

## Resultat

### Kval

#### Heat 1
| Placering | Bana | Idrottare           | Nationalitet        | Reaktion       | Tid   | Noteringar |
| --------- | ---- | ------------------- | ------------------- | -------------- | ----- | ---------- |
| 1         | 4    | Dafne Schippers     | Nederländerna       | 0,145          | 22,51 | Q          |
| 2         | 7    | Nataliya Pohrebnyak | Ukraina             | 0,134          | 22,64 | Q          |
| 3         | 6    | Crystal Emmanuel    | Kanada              | 0,144          | 22,80 | q, PB      |
| 4         | 5    | Anna Kiełbasińska   | Polen               | 0,155          | 22,95 | SB         |
| 5         | 2    | Reyare Thomas       | Trinidad och Tobago | 0,202          | 22,97 |            |
| 6         | 1    | Maja Mihalinec      | Slovenien           | 0,132          | 23,38 |            |
| 7         | 3    | Olivia Borlée       | Belgien             | 0,170          | 23,53 |            |
| 8         | 8    | Afa Ismail          | Maldiverna          | 0,193          | 24,96 | NR         |
|           |      |                     |                     | Vind: +0,5 m/s |       |            |

#### Heat 2
| Placering | Bana | Idrottare          | Nationalitet            | Reaktion       | Tid   | Noteringar |
| --------- | ---- | ------------------ | ----------------------- | -------------- | ----- | ---------- |
| 1         | 1    | Jenna Prandini     | USA                     | 0,163          | 22,62 | Q          |
| 2         | 7    | Lisa Mayer         | Tyskland                | 0,172          | 22,86 | Q, PB      |
| 3         | 6    | Tynia Gaither      | Bahamas                 | 0,160          | 22,90 | q          |
| 4         | 5    | Ángela Tenorio     | Ecuador                 | 0,160          | 22,94 | q, SB      |
| 5         | 3    | Celiangeli Morales | Puerto Rico             | 0,164          | 23,00 | PB         |
| 6         | 2    | Gloria Hooper      | Italien                 | 0,167          | 23,05 |            |
| 7         | 8    | Mariely Sánchez    | Dominikanska republiken | 0,159          | 23,39 |            |
| 8         | 4    | Cynthia Bolingo    | Belgien                 | 0,188          | 23,98 |            |
|           |      |                    |                         | Vind: +0,8 m/s |       |            |

#### Heat 3
| Placering | Bana | Idrottare         | Nationalitet        | Reaktion       | Tid   | Noteringar |
| --------- | ---- | ----------------- | ------------------- | -------------- | ----- | ---------- |
| 1         | 3    | Michelle-Lee Ahye | Trinidad och Tobago | 0,170          | 22,50 | Q          |
| 2         | 5    | Simone Facey      | Jamaica             | 0,164          | 22,78 | Q          |
| 3         | 8    | Kauiza Venancio   | Brasilien           | 0,187          | 23,06 |            |
| 4         | 4    | Alyssa Conley     | Sydafrika           | 0,114          | 23,17 |            |
| 5         | 1    | Isidora Jiménez   | Chile               | 0,132          | 23,29 |            |
| 6         | 2    | Estela García     | Spanien             | 0,137          | 23,43 |            |
| 7         | 7    | Natalija Strohova | Ukraina             | 0,164          | 23,69 |            |
| 8         | 6    | Yelena Ryabova    | Turkmenistan        | 0,170          | 25,45 |            |
|           |      |                   |                     | Vind: +0,6 m/s |       |            |

#### Heat 4
| Placering | Bana | Idrottare          | Nationalitet    | Reaktion       | Tid   | Noteringar |
| --------- | ---- | ------------------ | --------------- | -------------- | ----- | ---------- |
| 1         | 7    | Marie Josée Ta Lou | Elfenbenskusten | 0,141          | 22,31 | Q, PB      |
| 2         | 4    | Elaine Thompson    | Jamaica         | 0,177          | 22,63 | Q          |
| 3         | 3    | Gina Lückenkemper  | Tyskland        | 0,207          | 22,80 | q          |
| 4         | 2    | Maria Belimpasaki  | Grekland        | 0,183          | 23,19 |            |
| 5         | 6    | Justine Palframan  | Sydafrika       | 0,151          | 23,33 |            |
| 6         | 1    | Janet Amponsah     | Ghana           | 0,157          | 23,67 |            |
| 7         | 8    | Diana Chubeserjan  | Armenien        | 0,146          | 25,16 |            |
| 8         | 5    | Margret Hassan     | Sydsudan        | 0,263          | 26,99 | PB         |
|           |      |                    |                 | Vind: +0,6 m/s |       |            |

#### Heat 5
| Placering | Bana | Idrottare           | Nationalitet   | Reaktion       | Tid   | Noteringar |
| --------- | ---- | ------------------- | -------------- | -------------- | ----- | ---------- |
| 1         | 4    | Blessing Okagbare   | Nigeria        | 0,158          | 22,71 | Q          |
| 2         | 7    | Dina Asher-Smith    | Storbritannien | 0,164          | 22,77 | Q          |
| 3         | 1    | Anthonique Strachan | Bahamas        | 0,161          | 22,96 | SB         |
| 4         | 8    | Tessa van Schagen   | Nederländerna  | 0,189          | 23,41 |            |
| 5         | 2    | Gina Bass           | Gambia         | 0,179          | 23,43 |            |
| 6         | 6    | Srabani Nanda       | Indien         | 0,150          | 23,58 |            |
| 7         | 5    | Aurelie Alcindor    | Mauritius      | 0,201          | 24,55 |            |
| 8         | 3    | Gajane Tjilojan     | Armenien       | 0,179          | 25,03 |            |
|           |      |                     |                | Vind: -0,1 m/s |       |            |

#### Heat 6
| Placering | Bana | Idrottare           | Nationalitet  | Reaktion      | Tid   | Noteringar |
| --------- | ---- | ------------------- | ------------- | ------------- | ----- | ---------- |
| 1         | 7    | Deajah Stevens      | USA           | 0,160         | 22,45 | Q          |
| 2         | 4    | Nercely Soto        | Venezuela     | 0,196         | 22,89 | Q, SB      |
| 3         | 2    | Jamile Samuel       | Nederländerna | 0,159         | 23,04 |            |
| 4         | 5    | Ramona Papaioannou  | Cypern        | 0,140         | 23,10 | PB         |
| 5         | 1    | Jelyzaveta Bryzhina | Ukraina       | 0,178         | 23,28 |            |
| 6         | 8    | Nigina Sharipova    | Uzbekistan    | 0,140         | 23,33 |            |
| 7         | 6    | Viktorija Zjabkina  | Kazakstan     | 0,167         | 23,34 |            |
| 8         | 3    | Najima Parveen      | Pakistan      | 0,183         | 26,11 |            |
|           |      |                     |               | Vind: 0,0 m/s |       |            |

#### Heat 7
| Placering | Bana | Idrottare              | Nationalitet             | Reaktion       | Tid   | Noteringar |
| --------- | ---- | ---------------------- | ------------------------ | -------------- | ----- | ---------- |
| 1         | 6    | Ivet Lalova-Collio     | Bulgarien                | 0,136          | 22,61 | Q          |
| 2         | 3    | Ella Nelson            | Australien               | 0,155          | 22,66 | Q          |
| 3         | 4    | Jodie Williams         | Storbritannien           | 0,135          | 22,69 | q, SB      |
| 4         | 1    | Lorène Bazolo          | Portugal                 | 0,166          | 23,01 | PB         |
| 5         | 8    | Chisato Fukushima      | Japan                    | 0,125          | 23,21 |            |
| 6         | 5    | LaVerne Jones-Ferrette | Amerikanska Jungfruöarna | 0,127          | 23,35 |            |
| 7         | 2    | Vitória Cristina Rosa  | Brasilien                | 0,191          | 23,35 | SB         |
| 8         | 7    | Sheniqua Ferguson      | Bahamas                  | 0,153          | 23,62 |            |
|           |      |                        |                          | Vind: +0,5 m/s |       |            |

#### Heat 8
| Placering | Bana | Idrottare            | Nationalitet    | Reaktion       | Tid   | Noteringar |
| --------- | ---- | -------------------- | --------------- | -------------- | ----- | ---------- |
| 1         | 8    | Tori Bowie           | USA             | 0,145          | 22,47 | Q          |
| 2         | 6    | Murielle Ahouré      | Elfenbenskusten | 0,156          | 22,52 | Q, SB      |
| 3         | 3    | Mujinga Kambundji    | Schweiz         | 0,139          | 22,78 | q, SB      |
| 4         | 1    | Nadine Gonska        | Tyskland        | 0,129          | 23,03 |            |
| 5         | 5    | Eleni Artymata       | Cypern          | 0,166          | 23,27 |            |
| 6         | 2    | Arialis Gandulla     | Kuba            | 0,149          | 23,41 |            |
| 7         | 7    | Brenessa Thompson    | Guyana          | 0,155          | 23,65 |            |
| 8         | 4    | Maizurah Abdul Rahim | Brunei          | 0,173          | 28,02 | PB         |
|           |      |                      |                 | Vind: +0,1 m/s |       |            |

#### Heat 9

Officiella videohöjdpunkter.

| Placering | Bana | Idrottare               | Nationalitet           | Reaktion       | Tid   | Noteringar |
| --------- | ---- | ----------------------- | ---------------------- | -------------- | ----- | ---------- |
| 1         | 3    | Edidiong Odiong         | Bahrain                | 0,156          | 22,74 | Q, PB, AJR |
| 2         | 1    | Semoy Hackett           | Trinidad och Tobago    | 0,162          | 22,78 | Q          |
| 3         | 6    | Veronica Campbell-Brown | Jamaica                | 0,170          | 22,97 |            |
| 4         | 8    | Olga Safronova          | Kazakstan              | 0,144          | 23,29 |            |
| 5         | 7    | Ashley Kelly            | Brittiska Jungfruöarna | 0,191          | 23,61 |            |
| 6         | 4    | Tameka Williams         | Saint Kitts och Nevis  | 0,160          | 23,61 |            |
| 7         | 2    | Sabina Veit             | Slovenien              | 0,161          | 23,75 |            |
| 8         | 5    | Kristina Pronzjenko     | Tadzjikistan           | 0,213          | 25,53 |            |
|           |      |                         |                        | Vind: +0,6 m/s |       |            |

### Semifinaler

#### Semifinal 1
| Rank | Lane | Athlete           | Nationality    | Reaction       | Time  | Notes |
| ---- | ---- | ----------------- | -------------- | -------------- | ----- | ----- |
| 1    | 3    | Dafne Schippers   | Nederländerna  | 0,139          | 21,96 | Q     |
| 2    | 4    | Elaine Thompson   | Jamaica        | 0,164          | 22,13 | Q, SB |
| 3    | 5    | Deajah Stevens    | USA            | 0,170          | 22,38 | q     |
| 4    | 7    | Dina Asher-Smith  | Storbritannien | 0,143          | 22,49 | q     |
| 5    | 6    | Blessing Okagbare | Nigeria        | 0,179          | 22,69 |       |
| 6    | 2    | Mujinga Kambundji | Schweiz        | 0,121          | 22,83 |       |
| 7    | 8    | Lisa Mayer        | Tyskland       | 0,162          | 22,90 |       |
| 8    | 1    | Tynia Gaither     | Bahamas        | 0,149          | 23,45 |       |
|      |      |                   |                | Vind: +0,1 m/s |       |       |

#### Semifinal 2
| Placering | Bana | Idrottare           | Nationalitet        | Reaktion       | Tid   | Noteringar |
| --------- | ---- | ------------------- | ------------------- | -------------- | ----- | ---------- |
| 1         | 3    | Marie Josée Ta Lou  | Elfenbenskusten     | 0,156          | 22,28 | Q, PB      |
| 2         | 4    | Ivet Lalova-Collio  | Bulgarien           | 0,127          | 22,42 | Q, SB      |
| 3         | 7    | Ella Nelson         | Australien          | 0,165          | 22,50 | PB         |
| 4         | 6    | Jenna Prandini      | USA                 | 0,196          | 22,55 |            |
| 5         | 5    | Natalija Pohrebnjak | Ukraina             | 0,163          | 22,81 |            |
| 6         | 8    | Semoy Hackett       | Trinidad och Tobago | 0,240          | 22,94 |            |
| 7         | 2    | Ángela Tenorio      | Ecuador             | 0,160          | 22,99 |            |
| 8         | 1    | Jodie Williams      | Storbritannien      | 0,173          | 22,99 |            |
|           |      |                     |                     | Vind: +0,1 m/s |       |            |

#### Semifinal 3
| Placering | Bana | Idrottare         | Nationalitet        | Reaktion       | Tid   | Noteringar |
| --------- | ---- | ----------------- | ------------------- | -------------- | ----- | ---------- |
| 1         | 4    | Tori Bowie        | USA                 | 0,145          | 22,13 | Q          |
| 2         | 6    | Michelle-Lee Ahye | Trinidad och Tobago | 0,153          | 22,25 | Q          |
| 3         | 8    | Simone Facey      | Jamaica             | 0,158          | 22,57 | SB         |
| 4         | 5    | Murielle Ahouré   | Elfenbenskusten     | 0,144          | 22,59 |            |
| 5         | 2    | Gina Lückenkemper | Tyskland            | 0,196          | 22,73 |            |
| 6         | 3    | Edidiong Odiong   | Bahrain             | 0,156          | 22,84 |            |
| 7         | 7    | Nercely Soto      | Venezuela           | 0,174          | 22,88 | SB         |
| 8         | 1    | Crystal Emmanuel  | Kanada              | 0,149          | 23,05 |            |
|           |      |                   |                     | Vind: +0,8 m/s |       |            |

### Final
| Placering | Bana | Idrottare          | Nationalitet        | Reaktion       | Tid   | Noteringar |
| --------- | ---- | ------------------ | ------------------- | -------------- | ----- | ---------- |
| 1         | 6    | Elaine Thompson    | Jamaica             | 0,152          | 21,78 | SB         |
| 2         | 4    | Dafne Schippers    | Nederländerna       | 0,141          | 21,88 | SB         |
| 3         | 5    | Tori Bowie         | USA                 | 0,143          | 22,15 |            |
| 4         | 3    | Marie Josée Ta Lou | Elfenbenskusten     | 0,153          | 22,21 | NR         |
| 5         | 2    | Dina Asher-Smith   | Storbritannien      | 0,135          | 22,31 | SB         |
| 6         | 7    | Michelle-Lee Ahye  | Trinidad och Tobago | 0,158          | 22,34 |            |
| 7         | 1    | Deajah Stevens     | USA                 | 0,171          | 22,65 |            |
| 8         | 8    | Ivet Lalova-Collio | Bulgarien           | 0,104          | 22,69 |            |
|           |      |                    |                     | Vind: -0,1 m/s |       |            |